# Anadolu Efes Stambuł
Anadolu Efes Spor Kulübü – turecki zawodowy klub koszykarski z siedzibą w Stambule. Klub powstał w 1976 roku w wyniku problemów finansowych, które spowodowały, że połączono się z Kadıköysporem. Od początku istnienia klubu sponsorem jest turecki browar – Efes.

## Sukcesy
- 13-krotny mistrz Turcji w latach 1979, 1983-84, 1992-94, 1996-97, 2002-05, 2009
- 8-krotny zdobywca Pucharu Prezydenta Turcji w latach 1986, 1992-93, 1996, 1998, 2000, 2006, 2009
- zdobywca Pucharu Koracza w 1996 roku

- finalista Pucharu Turcji w 2004 roku
- 7-krotny finalista mistrzostw Turcji w latach 1986, 1998-01, 2006-07
- 6-krotny ćwierćfinalista Euroligi w latach 1994, 1997-99, 2005-06
- trzecie miejsce w Suprolidze w 2001 roku
- trzecie miejsce w Eurolidze w 2000 roku
- finalista Pucharu Europy w 1993 roku